# TV Vila Real
TV Vila Real é uma emissora de televisão brasileira sediada em Cuiabá, capital do estado de Mato Grosso. Opera no canal 10 (38 UHF digital) e é afiliada à Record. Pertence ao Grupo Gazeta de Comunicação, criado em 1990 pelo empresário João Dorileo Leal, com a fundação do jornal A Gazeta.

## História
A emissora foi fundada como TV Gazeta em  26 de novembro de 1993, transmitindo a programação da CNT. A emissora foi pioneira ao trazer a proposta de uma programação local e a transmiti-la para todo o Estado. Na época, era uma inovação para o setor de comunicação mato-grossense, afinal, o espaço para programas locais em outras emissoras era muito pequeno. Quatro anos após a fundação da emissora, em 1997, houve a afiliação com a Rede Record.
Em 1998, a TV Gazeta passou a transmitir o sinal via satélite e levar a programação regional para praticamente todos os municípios do Estado. Em 2004, a estação passa a se chamar TV Record Cuiabá. Em maio de 2007, o contrato com a Rede Record foi renovado. 
Após a renovação, houve mudanças na grade e, a partir de então, foram destinadas cerca de duas horas e meia diárias para a programação local. Em 26 de novembro de 2017, ao completar 24 anos no ar, a emissora passou a se chamar TV Vila Real, mesmo nome utilizado por sua co-irmã Vila Real FM e uma referência ao nome original da cidade de Cuiabá.
Em 31 de janeiro de 2020, é anunciado que Alexandre Mota, então apresentador do Balanço Geral RS, da RecordTV RS, deixa o Rio Grande do Sul e vai para Cuiabá, para implantar o Balanço Geral na TV Vila Real.

## Sinal digital
| Canal virtual | Canal digital | Resolução de tela | Programação                                      |
| ------------- | ------------- | ----------------- | ------------------------------------------------ |
| 10.1          | 38 UHF        | 1080i             | Programação principal da TV Vila Real / RecordTV |

Transição para o sinal digital
Com base no decreto federal de transição das emissoras de TV brasileiras do sinal analógico para o digital, a TV Vila Real, bem como as outras emissoras de Cuiabá, cessou suas transmissões pelo canal 10 VHF em 14 de agosto de 2018, seguindo o cronograma oficial da ANATEL.

## Telejornais locais

### Revista da Manhã (atual Revista Sertaneja)
O primeiro telejornal lançado pela emissora, Revista da Manhã, ficou no ar até 2006. O telejornal teve como primeira apresentadora a jornalista Lana Motta. Edmilson Maciel também foi apresentador do Revista, mas foi Magno de Paula quem comandou por mais tempo. Contratado um mês antes da inauguração da TV Gazeta para apresentar o jornal, ele ancorou o Revista da Manhã por 12 anos. Anos após, voltou apenas como semanal, com Michelle Diehl na apresentação. Logo depois, a jornalista Aline Romio comandava o programa às tardes de sábado até 2014.
Em 7 de março de 2015, o formato se renovou para poder estar mais junto de seu público telespectador. Estreou ali o programa Revista Sertaneja, sendo então voltado para o público que se liga na linguagem do sertanejo raiz. Desde a sua estreia, o programa é apresentado pelo locutor de rodeios e radialista Wanderley Roldão da Silva, conhecido popularmente como "Arizona".

### Cadeia Neles
O jornalismo policial era representado pelo programa Cadeia Neles que havia se iniciado nos primórdios do canal, o programa misturava o policial com o humor, e tinha como apresentadores o radialista Lino Rossi e Juvenílio da Silva Lara, conhecido como Tenente Lara, o Ás de Ouro. Logo, o programa ganhou fama, e se tornou o mais assistido de todo o Estado. Com o tempo, a apresentação ficou por conta do jornalista e radialista Clóvis Roberto, juntamente com o radialista Edivaldo Ribeiro, tornando o programa mais polêmico e debatedor.
Em 3 de novembro de 2010, faleceu aos 63 anos, o jornalista Clóvis Roberto, vítima de um câncer de pulmão, contra o qual vinha lutando desde o ano anterior. Ele estava internado no Hospital São Mateus, em Cuiabá. Ele havia se afastado do trabalho por 9 meses em 2009, e depois relutou, trazendo a graça que tinha por um intervalo de tempo. O jornalista Toninho de Souza, até então apresentador provisório do policial, abriu o programa em especial ao colega, que apresentou pesares de todos os amigos e telespectadores.